# Órtesis
Una órtesis u ortesis es un apoyo u otro dispositivo externo aplicado al cuerpo humano para modificar los aspectos funcionales o estructurales del sistema neuromusculoesquelético.
El término se usa para denominar aparatos o dispositivos, férulas, ayudas técnicas y soportes usados por los pacientes, prescritos en especialidades médicas como: ortopedia y fisiatría (medicina física y rehabilitación), y en algunas terapias como: fisioterapia, terapia ocupacional y podología que corrigen o facilitan la ejecución de una acción, actividad o desplazamiento, procurando ahorro de energía y mayor seguridad. Sirven para sostener, alinear o corregir deformidades y para mejorar la función del aparato locomotor.
Son elementos técnicos auxiliares y terapéuticos que reconstruyen, sustituyen y corrigen las funciones dañadas y se encuentran en contacto con el cuerpo.
Su función son las de prevenir deformidades, mantener la función y con objetivos funcionales.
Se caracterizan por:
- Ser de utilidad como parte del manejo de rehabilitación en diversas enfermedades.
- Estar elaboradas sobre medida del segmento corporal a tratar o mediante la adaptación de órtesis prefabricadas según el tipo de enfermedad.
- Brindar funcionalidad, confort y estética.
- Mejorar una función, restringir o reforzar un movimiento y descargar segmentos distales.

Se diferencian de las prótesis para los miembros inferiores o superiores, habitualmente utilizadas en el caso de amputaciones, al no sustituir, parcial o totalmente al miembro, sino reemplazar o reforzar sus funciones.

## Etimología
La palabra española «órtesis» proviene del inglés “orthesis” [orzísis], fusión de la palabra griega ορθως [orzós], que significa ‘recto’ o ‘enderezar’; y prosthesis (‘prótesis’).
En español se puede decir tanto grave (ortesis) como esdrújula (órtesis), que es la versión preferible, debido a que proviene de «prótesis».

## Indicaciones
- ACV
- Desviaciones en valgo y varo.

- Pie caído por debilidad muscular: Puede ser debido a una atrofia muscular por desuso, lesiones neurológicas, miopatías de la musculatura pretibial, entre otros. La dificultad en estos pacientes es en la fase media de la marcha, la incapacidad de realizar la extensión de tobillo impide levantar el antepié del suelo y como consecuencia lo arrastra (marcha equina o en steppage) o realizando una circunducción de cadera (marcha en guadaña). La AFO indicada en estos pacientes es variable según el grado de estabilidad de rodilla. Si la rodilla es estable se pueden recomendar AFO articuladas que no limitan la flexoextensión de tobillo, en el caso de una rodilla inestable se recurre a una AFO sólida.

- Espasticidad o contractura en flexión: Estos pacientes sufren un déficit neurológico como parálisis cerebral, accidente cerebro vascular, traumatismos cerebrales, lesiones medulares, entre otros. La consecuencia directa de esta condición influye en todas las fases de la marcha, inicialmente durante la fase de contacto, el apoyo lo realiza en antepié condicionando el resto de las fases, dificultando el adelantamiento de la tibia y una probable inclinación de tronco y pelvis. Para la espasticidad para la dorsiflexión de tobillo es recomendable una AFO sólida angulada al rango máximo de dorsiflexion y con un tope de flexión plantar. En el caso de existir una restricción en la dorsiflexion de tobillo se deberá recomendar una talonera o elevación del talón, ya sea en el calzado o en la misma férula para asegurar un adecuado alineamiento de la pierna y la rodilla. Si el tobillo alcanza los 90° una AFO sólida neutra podría ser suficiente.

- Retropié varo graves: comúnmente son vistos en la enfermedad de Charcot-Marie-Tooth. Las AFO tradicionales no pueden evitar la inestabilidad lateral ya que solo puede corregir la posición del retropié al rango de eversión disponible en el tobillo y subtalar. En estos casos es aconsejable incorporar posteos laterales del antepié y retropié. Además, en los calzados se pueden incorporar modificaciones como el tacón en pico de pato o cuñas laterales en la entresuela para mejorar la estabilidad en los casos de varos extremos o limitaciones en la eversión.

## Tipos de órtesis
Se pueden clasificar en cuatro tipos, según sus funciones:
1. Estabilizadoras o inmovilizadoras. Mantienen una posición e impiden movimientos indeseados, por lo que, si el objetivo es actuar como soporte de un segmento paralizado o disminuir la amplitud articular de un segmento inflamado y doloroso, se pueden utilizar en parálisis flácidas o espásticas. El grado de inmovilización deseado varía según el tipo de órtesis utilizado. En el ámbito de la anatomía patológica (AP) son las de mayor utilidad.
2. Funcionales, también denominadas dinámicas. Llevan incorporado un elemento elástico que permite movilizar un segmento de un miembro paralizado.
3. Correctoras. Indicadas para corregir una deformidad esquelética. Son más efectivas si se utilizan durante el desarrollo infantil.
4. Protectoras. Mantienen la alineación de un miembro enfermo o lesionado.

En cuanto a la extremidad, articulación o región anatómica a la que están destinadas, también se clasifican en órtesis para:
- Extremidad superior: brazo, codo, mano.
- Extremidad inferior: pie-tobillo-pantorrilla; rodilla; muslo-cadera (férulas o arneses); funcional o adaptativa del pie (plantilla y calzado ortopédico).
- Dorsolumbares.

### Inmovilizadoras
- Una órtesis inmovilizadora de tobillo, también denominada andador corto o andador CAM,[5][6] es una bota con articulaciones de regulación de la dorsiflexión de 0º a 45º, que incluye bloqueo en ambos sentidos, almohadilla envolvente para pierna, pie y tobillo con bomba de hinchado graduable y diseño en arco de balancín y material poroso (lo más ligero y amortiguador posible, como el aerografito) para la suela. Como efectos se obtienen la inmovilización de la articulación –incluyendo tobillo, pie y pantorrilla– y la estabilización, a requerimiento, a ángulos específicos de flexión plantar o dorsal. Se usa para:[7][8]
  - Esguinces y lesiones ligamentosas de tobillos.
  - Heridas en pies, incluidas las posquirúrgicas.
  - Tendinitis de Aquiles.
  - Fracturas no desplazadas de la porción distal de la tibia.

## Clasificación de las órtesis
Según el tiempo a utilizar:
- Temporales: Que son utilizadas para trastornos limitados en el tiempo.
- Definitivas: Que son utilizadas en déficit o discapacidades definitivas.

Según las funciones:
- Activas: Las cuales sustituyen de forma mecánica una función muscular o ligamentosa y que a su vez se dividen en:
  - Activas dinámicas: Las cuales se van a encargar de sustituir una función muscular.
  - Activas estabilizadoras: Las cuales se van a encargar de sustituir la función de músculos y/o ligamentos.
- Pasivas: Las cuales van a pretender mantener un segmento del aparato locomotor en determinada posición, cuando no puede mantenerse por sí mismo y se dividen en:
  - Pasivas correctoras: Las cuales se encargan de corregir alguna deformidad.
  - Pasivas posturales: Su función va a ser mantener un ángulo articular obtenido por otros medios (quirúrgicos, kinésicos, etc.).

Según segmento corporal que abarca:

### Nomenclatura
Desde 1972 se desarrolló y puso en vigencia una nomenclatura estandarizada, en la cual todos los dispositivos exoesqueléticos se los denomina de la siguiente forma:
- Por la articulación que circundan.
- Abreviando el nombre de cada articulación en una letra.
- Utilizando combinaciones de símbolos para indicar el control deseado de la función designada.

| CADERA (HIP) | RODILLA (KNEE) | TOBILLO (ANKLE) | PIE (FOOT) | ÓRTESIS (ORTHOSIS) | SIGLA | NOMBRE                              |
|              |                |                 | F          | O                  | FO    | Órtesis pie                         |
|              |                | A               | F          | O                  | AFO   | Órtesis tobillo- pie                |
|              | K              | A               | F          | O                  | KAFO  | Órtesis rodilla- tobillo- pie       |
| H            | K              | A               | F          | O                  | HKAFO | Órtesis cadera- rodilla-tobillo-pie |

## Materiales
| POLIETILENO                                                                           | | |
| APLICACIONES: - férulas. - corsés. - plantillas. - Encajes de prótesis provisionales. | VENTAJAS: - Fácil de retocar. - poco peso. - trasparente a los Rx. - lavable. - poco ruidoso. - bajo coste. | INCONVENIENTES: - Al ser impermeable aumenta la sudoración. - Frágiles para soportar la fatiga de uso. - Alergias en algunos pacientes |

### Biomecánica y función de una AFO
- Restricción de un movimiento rotacional en una articulación: una AFO puede limitar el movimiento de eversión/inversión, rotación interna/externa de la articulación del tobillo y subastragalina mientras preserva el movimiento de flexo- extensión de tobillo.

- Restricción de movimiento traslacional: de forma general, los movimientos traslacionales se dan cuando existen cizallamiento, laxitud o perdida de la integridad ligamentosa periarticular, frecuentemente posterior a un traumatismo agudo o como resultado de un proceso degenerativo. Las férulas que limitan los movimientos traslacionales requieren de cuatro puntos de fijación. Esto requiere de una férula rígida que incorpora cinchas, velcros y acomodaciones que se aplican tensionando directamente sobre la superficie cutánea. Estas AFO tienen la característica de diseño para controlar excesivos momentos rotadores en el plano transversal de la articulación de tobillo característico en un pie plano adquirido en el adulto.

- Reducción de la carga axial de una articulación: la carga axial en la extremidad inferior puede contribuir a producir dolor e incapacidad cuando el cartílago articular está dañado o las estructuras subyacentes se deforman. Una AFO está diseñada para transferir las cargas hacia otras estructuras anatómicas.

- Control de la línea de acción de las fuerzas reactivas del suelo: estas fuerzas atraviesan el pie desde el impacto de talón al despegue digital y crean una línea de acción en cada articulación de la extremidad inferior. Las AFO pueden afectar el alineamiento de las fuerzas reactivas del suelo para cambiar los momentos articulares y esta es una de las funciones principales de las órtesis del pie. Los soportes plantares no pueden aplicar un sistema de tres puntos de fuerza sobre la articulación de tobillo, solamente sobre las articulaciones mediotarsianas con determinados diseños por ejemplos con aletas internas y externas elevadas. La efectividad de las órtesis plantares han mostrado poca mejoría en los alineamientos del retropié.

| POLIPROPILENO |                                                                                  | |
| APLICACIONES: - Órtesis de marcha. - Corsés. - Encajes para prótesis femorales y tibiales. provisionales o definitivos. | INCONVENIENTES: - Difícil de pulir los cantos. - sudoración. - A veces alergias. | VENTAJAS: - ligeros de peso. - no son ruidosos. - Transparentes a los Rx. - Lavables. - Bajo costo. |

| PLASTAZOTE                                                                             | |  |
| APLICACIONES: - Plantillas. - Calzados. - Acolchados de férulas, aparatos, corsés etc. | VENTAJAS: - Baja absorción de la humedad. - Alta flexibilidad. - Resistencia a la fatiga. - Buen amortiguador de impactos. - Muy fácil de trabajar. - Lavable. |  |

| SILICONA                                                                                          | |                                                                    |
| APLICACIONES: - Encajes blandos. - Plantillas. - Rodilleras. - Taloneras. - Alineadores de dedos. | VENTAJAS: - Buen amortiguador de impactos. - Muy agradable al contacto con la piel. - Gran adherencia a la piel. - Lavable. | INCONVENIENTES: - Alergias - Sudoración. - Elevado costo. - Frágil |

| NEOPRENE                                                                        | |  |
| APLICACIONES: - Fajas. - Rodilleras, coderas, tobilleras, mulleras, muñequeras. | VENTAJAS: - Elasticidad uniforme. - Ayuda a mantener el calor. - No limitan el movimiento de las articulaciones. |  |

| ACERO                                                        |                                                               | |
| APLICACIONES: - Órtesis de marcha. - Componentes protésicos. | VENTAJAS: - Gran resistencia al uso. - Posibilidad de soldar. | INCONVENIENTES: - Mucho peso. - Órtesis de marcha. - Componentes protésicos. - Endoprótesis - Osteosíntesis |

| ACERO INOXIDABLE                                             |                                                               |                                                                          |
| APLICACIONES: - Órtesis de marcha. - Componentes protésicos. | VENTAJAS: - Gran resistencia al uso. - Posibilidad de soldar. | INCONVENIENTES: - Peso elevado. - Sonoridad. - No transparente a los Rx. |

| TITANIO                                                                                     |                                                                               |                                                              |
| APLICACIONES: - Órtesis de marcha. - Componentes protésicos. - Endoprótesis - Osteosintesis | VENTAJAS: - Gran resistencia al uso. - Bajo peso. - No es conductor del calor | INCONVENIENTES: - Alto costo - Dificultar para el mecanizado |

| ALUMINIO                                                     |                                                                                                  |                                                           |
| APLICACIONES: - Órtesis de marcha. - Corsés. - Osteosíntesis | VENTAJAS: - Ligero de peso. - Transparente a los Rx. - Elasticidad. - Facilidad para trabajarlo. | INCONVENIENTES: - Rotura con el uso. - Difícil de soldar. |

http://kinesiouba.com.ar/wp-content/uploads/2014/07/MATERIALES.pdf Archivado el 17 de abril de 2018 en Wayback Machine.

## AFO (corta-bajo nivel de rodilla)
Las órtesis tipo A.F.O. (por sus siglas en inglés: Ankle-Foot Orthosis, que significa Órtesis de Tobillo y Pie) son dispositivos ortopédicos simples.
Las AFO son órtesis que sirven para controlar el pie y la articulación de tobillo y de forma indirecta la rodilla. Este tipo de órtesis pueden ser prescriptas en pacientes con alteraciones musculoesqueleticas o neuromusculares.
Pueden estar fabricadas de termoplástico, fibra de carbono y metales.
Una de sus funciones consiste en restringir la flexión plantar provocada por el peso y la gravedad y controlar la fuerza de reacción del suelo en el inicio del apoyo y en la toma de contacto y evitar el apoyo del antepié o la caída brusca de la punta del pie, remedando el efecto que hacen los músculos dorsiflexores, permitiendo el aterrizaje suave del pie en el suelo. Durante la fase de oscilación tiene como misión contrarrestar la fuerza de la gravedad que llevaría el pie hacia una flexión exagerada, así como impedir la hiperflexion de la cadera y rodilla, es decir, actuar sobre las anormalidades de la marcha.

### Clasificación

#### AFO rígida
FUNCIÓN:
- No permite ningún grado de movilidad a la articulación tibio-peroneo-astragalina (pueden dificultar el equilibrio).

- Aumenta la extensión de la rodilla en la fase final del paso.

- Pueden usarse para marcha o en forma pasiva para evitar que se produzcan o aumenten las deformidades o contener las correcciones postoperatorias

- Limita la transferencia del peso en el paso de la sedestación a la bipedestación, para llevar el centro de gravedad hacia adelante es necesaria la dorsiflexión de tobillo (deberá tenerse especial cuidado en niños)

Ventajas:
- Pueden usarse para marcha o en forma pasiva para evitar que se produzcan o aumenten las deformidades o contener las correcciones postoperatorias

- Mayor superficie de contacto (contacto total) entre la órtesis y la pierna para distribuir presiones.

- Diseño versátil y de fácil adaptación que permite tratar gran variedad de trastornos.

- Mejor estética, más aceptación.

- Permite algunas modificaciones por medio de calor localizado.

- Poco mantenimiento.

Desventajas:
- Las órtesis de termoplástico no permiten alinear deformidades que requieran demasiada fuerza de corrección.

- Duración reducida por fatiga del termoplástico

- Pueden producir alergias y demasiada sudoración en épocas de altas temperaturas.

- Son rígidas (puede dificultar el equilibrio).

- Pueden enlentecer la marcha y acortar la zancada.

- Requieren de un aumento de la fuerza del cuádriceps (flexión plantar limitada).

Diseño ortésico AFO en termoplástico:
- Órtesis termoplástica rígida, desmontable.

- Se coloca en el calzado

- Alineación neutra o con 3° a 5° de dorsiflexión (considerar altura del taco del calzado)

- Corte superior: 2 cm. ó + por debajo de la cabeza del peroné.

- Cortes laterales: mitad antero-posterior de la pantorrilla cruzando por delante de los maléolos. La pared medial en el pie debe incluir al escafoides siguiendo la diáfisis del 1° metatarsiano hasta la altura de la cabeza y dando contención a al arco interno. La pared lateral desciende desde el maléolo externo hasta la cabeza del 5° metatarsiano.

- Corte de la plantilla debe extenderse unos mm por delante de los dedos. En caso que su uso sea para la marcha, debe medirse con el paciente de pìe.

#### AFO articulada
Función:
- Evita la flexión plantar permitiendo, total o parcialmente, la dorsiflexión.

- Permite la progresión del centro de gravedad hacia adelante, y al mismo tiempo, estirar el tendón de Aquiles.

- Controla la estabilidad medio-lateral del tobillo.

Diseño ortésico AFO articulada:
- Respeta las líneas de cortes laterales y de plantilla de la AFO rígida.

- Se indica en pacientes que tienen al menos 5°(idealmente 10°) de dorsiflexión manteniendo la posición neutra de las articulaciones subastragalina y mediotarsiana.

- Las articulaciones pueden ser metálicas o plásticas. Las metálicas se usan en pacientes más pesados donde se necesita más resistencia.

- La excursión puede limitarse tanto en la flexión plantar como la dorsal dependiendo de la articulación.

#### Bitutor o convencional
Función:
Cumplen la misma función que las órtesis AFO rígidas o articuladas en el desarrollo de la marcha.
Ventajas:
- Son apropiadas para pacientes que presentan edemas o cambios de perímetro de las extremidades inferiores.

- Son durables.

- No producen sudoración ni alergias.

Desventajas:
- Se utiliza siempre el mismo calzado sin posibilidad de cambiarlo.

- Elevado peso.

- Sonoridad.

- Alto mantenimiento por articulaciones móviles.

- Sin contacto total.

- Modificaciones posteriores dificultosas.

Diseño ortésico:
- Está formada por dos barras verticales (medial y lateral) de duraluminio conectadas en los extremos superiores por un semiaro posterior, metálico o termoplástico. Distalmente se conectan con las articulaciones ortésicas de tobillo que une las barras con los ejes del estribo. El estribo va colocado entre la suela y el taco del calzado, quedando fijo al mismo.
- La articulación de tobillo puede ser fija o móvil, existiendo diferentes posibilidades de graduar la flexión dorsal o plantar
- Se pueden aplicar fuerzas correctoras de gran magnitud por medio de elementos externos (strap o cincha en T).

#### Floor reactiono reacción al piso
Indicaciones:
- Marcha en cuclillas/flexión persistente de rodilla.
- Diplejía espástica
- Debilidad del cuádriceps.
- Alargamiento excesivo del tendón de Aquiles
- Parálisis pospolio

Objetivos:
- Proporcionar un momento de extensión de rodilla al descargar el peso y durante la bipedestación.
- Minimizar la flexión de la rodilla en la oscilación.
- Proporcionar la misma función que la órtesis sólida en el plano frontal.

Funciones:
- Estabiliza el movimiento del tobillo y la articulación subastragalina.
- Minimiza la flexión de rodilla.
- Cuando los bordes laterales de la plantilla se recortan por detrás de las cabezas metatarsales se aumenta la flexibilidad de la misma y devuelve un leve impulso en el momento del despegue.

Contraindicaciones:
- Genu recurvatum o inestabilidad posterior de rodilla.
- Rotación externa del pie de más de 25°.
- Contractura en flexión de rodilla superior a los 15°
- Dorsiflexión fija (debe ser posible colocar el tobillo en posición neutra o con una leve flexión plantar).

Diseño ortésico:
- Tobillo sólido: la parte inferior de la órtesis (plantilla y hasta la articulación de tobillo) es igual a la AFO sólida.
- En la parte superior se ubica una placa anterior desde el reborde superior de la tuberosidad de tibia hasta un tercio de la pierna aproximadamente.

#### AFO de plástico o fibra de carbono
Son más cosméticas, menos pesadas y más funcionales que las convencionales.
La modificación respecto a las AFO convencionales viene determinada porque, aunque disponen de abrazadera, los tutores y el estribo se sustituyen por plástico, generalmente polipropileno, fibra de carbono*, carbón unilateral, dyneema* o aramida*.
El uso de los plásticos u otro material dependerá de que se opte por resistencia y rigidez o por flexibilidad.
Dada las diferentes características de los materiales, no todas se utilizan con igual profusión, aunque cada vez más se opta por la fibra de carbono, por las ventajas que aporta.
Las AFO de plástico no articuladas o rígidas no permiten ningún grado de movilidad a la articulación subastragalina y tampoco a la articulación tibiperoneoastragalina. Se utilizan cuando hay una disminución de la fuerza de los dorsiflexores y plantiflexores. Sirve para dar estabilidad en los planos sagital, coronal y transverso a las articulaciones tibioperoneoastragalina, subastragalina y mediotarsiana, colocando a las articulaciones en posición fija, para maximizar el efecto del mecanismo de los tres puntos.
Las AFO de plástico articuladas tienen como objeto trasladar la fuerza de reacción del suelo que se produce en la toma de contacto del pie, provocando un momento extensor de la rodilla desde la media estancia hasta el final del apoyo del pie, bien a través de un stop o tope a la dorsiflexión o de un stop o tope anterior que limita la misma. En esta situación, el centro de masa del individuo avanza hacia delante y el movimiento tibial se ve limitado por la AFO, creándose un momento extensor de rodilla.
Las articulaciones más usadas son la de Tamarack, que es de plástico; la de Gaffney, que es metálica; y de Oklahoma, que tiene la característica de ser elíptica y poder utilizarse con diferentes grados de libertad articular, determinados por las diferentes formas elípticas de las articulaciones. Estas solo deben usarse en unión de un sistema de stop de la plantiflexión.
MATERIALES:
- Polipropileno: según espesor puede ofrecer mayor o menor resistencia y cambiar la durabilidad (fatiga de material). Plástico universal, densidad (350), se utiliza para la construcción de todo tipo de férulas, órtesis y soportes plantares. Necesita una temperatura de trabajo aproximada de 185º para lograr el termomoldeado (4). Permite la fabricación de aparatos ortopédicos duraderos, confortables, que deben ser de fácil uso y cuidado para los pacientes; debe avenirse a las normas reconocidas internacionalmente; la tecnología debe permitir una respuesta adecuada a las necesidades de cada persona con discapacidad. (5)

- Fibra de carbono: las propiedades son alta flexibilidad, alta resistencia, bajo peso, tolerancia a altas temperaturas y baja expansión térmica6

Estudio científico refieren que todos los tipos de AFO (rígidas y articuladas) tuvieron efectos positivos en el movimiento del tobillo en la primera mecedora y la fase de balanceo pero no en el movimiento de la rodilla en la fase de balanceo, ni en el movimiento de la cadera, ni en la función de la tercera mecedora. Las AFO articuladas comparadas con las rígidas tuvieron mejores efectos en algunos componentes de la marcha en pacientes con hemiplejia producto de un ACV.
Por lo tanto, las AFO pueden mejorar de manera inmediata la marcha de los pacientes con hemiplejia evitando la caída del pie en las fases de apoyo y balanceo. Los efectos a largo plazo, sin embargo, deberían ser evaluados.
Estudio de Investigación: https://doi.org/10.1016/j.gaitpost.2018.03.026

#### Resorte de Codevilla
FUNCIÓN:
- Controla la caída del antepié en la fase de balanceo
- Indicado para pacientes con control mediolateral de la articulación de tobillo

Diseño ortésico:
- Constituido por una barra posterior flexible con un semiaro en el extremo proximal y una planchuela en L en el extremo distal que se fija al calzado, colocándola entre la suela y el taco.
- Pueden confeccionarse en fibra de carbono con una plantilla que se inserta en el calzado.

#### Bitutor corto
- Articulación libre en flexión dorsal con bloqueo de la flexión plantar, que se utiliza frecuentemente en pacientes con secuela de ACV
- Articulación con asistencia a la flexión dorsal y bloqueo de la flexión plantar. La asistencia a la flexión dorsal se realiza a través de un sistema de muelles y generalmente se utiliza en la parálisis flácida periféricas y centrales, y es entonces cuando se denomina al bitutor tipo Klenzac.
- Doble articulación (BiCAAL) cuando se asiste tanto la flexión plantar como la dorsal. Consiste en dos muelles a compresión que movilizan la articulación a flexión dorsal o plantar, según sea el momento de la marcha, la oscilación o el despegue.

El uso de uno u otro sistema dependerá de los músculos que estén deficitarios, pero hay que tener en claro que no deben utilizarse sistemas asistidos cuando haya espasticidad con clonus, por el riesgo de desencadenarlo, y que entonces es preferible usar topes al movimiento.

#### AFO de plástico o fibra de carbono
Son más cosméticas, menos pesadas y más funcionales que las convencionales.
La modificación respecto a las AFO convencionales viene determinada porque, aunque disponen de abrazadera, los tutores y el estribo se sustituyen por plástico, generalmente polipropileno, fibra de carbono*, carbón unilateral, dyneema* o aramida*.
El uso de los plásticos u otro material dependerá de que se opte por resistencia y rigidez o por flexibilidad.
Dada las diferentes características de los materiales, no todas se utilizan con igual profusión, aunque cada vez más se opta por la fibra de carbono, por las ventajas que aporta.
Las AFO de plástico no articuladas o rígidas no permiten ningún grado de movilidad a la articulación subastragalina y tampoco a la articulación tibiperoneoastragalina. Se utilizan cuando hay una disminución de la fuerza de los dorsiflexores y plantiflexores. Sirve para dar estabilidad en los planos sagital, coronal y transverso a las articulaciones tibioperoneoastragalina, subastragalina y mediotarsiana, colocando a las articulaciones en posición fija, para maximizar el efecto del mecanismo de los tres puntos.
Las AFO de plástico articuladas tienen como objeto trasladar la fuerza de reacción del suelo que se produce en la toma de contacto del pie, provocando un momento extensor de la rodilla desde la media estancia hasta el final del apoyo del pie, bien a través de un stop o tope a la dorsiflexión o de un stop o tope anterior que limita la misma. En esta situación, el centro de masa del individuo avanza hacia delante y el movimiento tibial se ve limitado por la AFO, creándose un momento extensor de rodilla.
Las articulaciones más usadas son la de Tamarack, que es de plástico; la de Gaffney, que es metálica; y de Oklahoma, que tiene la característica de ser elíptica y poder utilizarse con diferentes grados de libertad articular, determinados por las diferentes formas elípticas de las articulaciones. Estas solo deben usarse en unión de un sistema de stop de la plantiflexión.
MATERIALES:
- Polipropileno: según espesor puede ofrecer mayor o menor resistencia y cambiar la durabilidad (fatiga de material). Plástico universal, densidad (350), se utiliza para la construcción de todo tipo de férulas, órtesis y soportes plantares. Necesita una temperatura de trabajo aproximada de 185º para lograr el termomoldeado (4). Permite la fabricación de aparatos ortopédicos duraderos, confortables, que deben ser de fácil uso y cuidado para los pacientes; debe avenirse a las normas reconocidas internacionalmente; la tecnología debe permitir una respuesta adecuada a las necesidades de cada persona con discapacidad. (5)

- Fibra de carbono: Las propiedades son alta flexibilidad, alta resistencia, bajo peso, tolerancia a altas temperaturas y baja expansión térmica.[9]

Estudio científico refieren que todos los tipos de AFO (rígidas y articuladas) tuvieron efectos positivos en el movimiento del tobillo en la primera mecedora y la fase de balanceo pero no en el movimiento de la rodilla en la fase de balanceo, ni en el movimiento de la cadera, ni en la función de la tercera mecedora. Las AFO articuladas comparadas con las rígidas tuvieron mejores efectos en algunos componentes de la marcha en pacientes con hemiplejia producto de un ACV.
Por lo tanto, las AFO pueden mejorar de manera inmediata la marcha de los pacientes con hemiplejia evitando la caída del pie en las fases de apoyo y balanceo. Los efectos a largo plazo, sin embargo, deberían ser evaluados.

## KAFO (larga-sobre nivel de rodilla)
Se denominan así por sus siglas en inglés (Knee Ankle Foot Orthosis). Abarcan el pie, tobillo, pantorrilla, rodilla y el muslo. Pueden tener o no apoyo isquiático. Si no tienen apoyo isquiático llegan hasta por debajo del pliegue glúteo de lo contrario hasta el isquion. Si el paciente no tiene buen control de cadera pueden llevar un cinturón pélvico.

### Diseño, montaje y alineación
En la actualidad hay un abanico muy grande de opciones, que van a determinar varios aspectos de las órtesis, y que se pueden resumir en las siguientes propiedades:
- Resistencia, que será mayor cuanto mayor sea el peso, actividad y patrón del paciente
- Peso: es un gran aliado en los casos en que se es capaz muscularmente de dar el paso y que un peso inadecuado puede perjudicar al paciente sin poder avanzar.
- Volumen: especialmente importante en el campo pediátrico y neurológico. Tiene a veces una estrecha relación con la estética.
- Acción: se debe tener claro si se quiere dar a una parte de la órtesis de características activas o dinámicas y para ello buscar materiales con memoria o histéresis elevada para poder conseguir tales efectos.
- Estética: dependiendo de la forma y aspecto que queramos tener. Una vez que se ha estudiado en profundidad los aspectos clínicos y biomecánicos se debe construir la órtesis. En el proceso de construcción se debe tener en cuenta cuestiones técnicas relevantes para el buen funcionamiento de la misma:
- Las articulaciones de rodilla y de tobillo deben estar siempre paralelas en el plano coronal.
- El plano articular (la cabeza del tornillo, y por extensión la superficie interna de las articulaciones) de rodilla debe estar alineado en los tres planos, en el plano sagital hay dos variantes:
  - nunca debe estar una más adelantada que otra;
  - nunca debe estar una más inclinada que otra.
- El tobillo debe cumplir las mismas condiciones mecánicas, y si se necesita aumentar o disminuir la rotación del pie, la única opción es adelantar una de las barras para orientar después el plano de las articulaciones de nuevo.
- El eje sagital de tobillo siempre va a ir retrasado con respecto al de rodilla, excepto en los casos de recurvatum genicular en que se debe valorar la cantidad de corrección que se puede dar al paciente puesto que se puede poner en riesgo la rodilla.
- Los ejes de tobillo y rodilla si pueden no ser paralelos en el plano transverso (rotaciones axiales).

### Biomecánica
- Debe estabilizar y alinear siempre la rodilla en el plano coronal.
- Debe dar siempre estabilidad y alineación en el tobillo en el plano coronal.
- En muchos casos debe dar soporte en extensión (alienación sagital de rodilla).
- Debe poder limitar en algunos casos la flexoextensión del tobillo.
- Debe dar en algunos casos apoyo axial a toda la extremidad a nivel pélvico (apoyo isquiático)
- Debe dar en algunos casos posicionamientos concretos de la cadera, rodilla y tobillo para la correcta recuperación del paciente
- Debe ser capaz de absorber los momentos torsionales en la fase de apoyo y traducirlos en momentos cinéticos potenciales.
- Debe preservar las estructuras que engloba.

### Indicaciones
- Síndrome pospolio
- Genu recurvatum
- Inestabilidad mediolateral
- Distrofia muscular

Clasificación según las articulaciones ortésicas
- Articulaciones de rodilla y cierres en la KAFOS: las más comúnmente usadas son las articulaciones de rodilla del tipo de un solo eje, que permiten movimiento libre, desplazado, con cierre de un movimiento de tipo variable.

- Articulación de rodilla de libre movimiento: Permite una flexión y extensión libres, pero generalmente, tiene un tope que previene la hiperextensión. Está indicado, por tanto, para el individuo que tiene suficiente fuerza muscular para controlar la rodilla durante la fase de carga del cuerpo en la marcha, pero tiene tendencia al recurvatum o a la inestabilidad mediolateral.

- Articulación de rodilla desplazada: En una articulación de rodilla desplazada el eje mecánico está posterior a las barras. Esta articulación ortésica de rodilla tiende a extenderse en las primeras fases de apoyo porque su eje es posterior a la reacción resultante con el suelo. La rodilla es, por tanto, relativamente estable sin un cierre, pero es libre para doblarse durante el balanceo y permite sentarse sin la necesidad de manipular los cierres. Generalmente se utiliza en recurvatum.

- Órtesis de una sola barra vertical: En una modificación de la KAFO típica se elimina la barra medial. Esta órtesis de barra sencilla tiene corseletes de muslo y bandas pretibiales.

### Reciprocador (RGO: reciprocal gait orthoses)
Dentro de la HKAFO (hip knee ankle foot orthoses) se encuentran los reciprocadores de marcha.
Tienen las características de estabilizar cadera, rodilla, tobillo en pacientes con debilidad de ambas extremidades inferiores, por ausencia de control de la musculatura.
Permite deambular con un patrón de marcha reciproco, que provoca una flexión inicial de la cadera con el cambio de carga, acompañado de la extensión de tronco contralateral.
Tiene un sistema dinámico que da lugar a que la unión a las dos caderas mediante un sistema articulado, provoque simultáneamente la flexión de una cadera y la extensión de la otra, permitiendo al paciente que tenga más estabilidad en bipedestación.
Para el uso de estas órtesis es necesario que el paciente posea una buena funcionalidad y fuerza en los miembros superiores, ya que para la deambulación usara andador o bastón canadiense para tener seguridad.
Por lo general esta es una órtesis utilizada por pacientes con una lesión medular. Cuando esta lesión medular es completa da como resultado una parálisis bilateral de miembros pélvicos.
Desde el punto de vista segmentario neurológico, el candidato ideal es aquel que tenga un nivel de lesión L1- L2 porque los flexores de la cadera pueden accionar la órtesis, así como lesiones medulares T12 a L3, aunque niveles más altos son posibles.

#### Para poder usarlo se necesita
- Fuerza potencial en MMSS
- Responder positivamente a la estimulación del desarrollo, ejercicios con reforzadores de postura, actividades que implican soportar su peso y preparación locomotora.
- Caderas y rodillas: deberá poder sentarse con las cadera y rodillas flexionadas.
- Se utiliza en casos de debilidad de MMII con inhabilidad para estabilizar cadera y rodillas.
- Se usa en niveles D12, L1, L2 de espina bífida.

#### Contraindicaciones
No es recomendable para personas con:
- contracturas graves,
- falta control de tronco,
- espasticidad grave,
- sobrepeso,
- parálisis unilateral,
- deficiencia en miembros superiores,
- falta de racionamiento para seguir las indicaciones para su uso.

### Secuencia del RGO
- El peso del paciente se desplaza sobre una pierna, normalmente la pierna de la postura que ejecutará la función de empuje. 
 Esto se logra mediante la extensión del codo con el brazo contralateral, inclinando el tronco hacia la pierna. 
 Esta resulta en una ligera elevación de una pierna y le permite despegar del suelo a medida que se inicia la fase de swing.
- El paciente exagera la lordosis por retracción del hombro y extensión de la espalda. Aplicando fuerza contra la correa posterior torácica del RGO aplica fuerza sobre los montantes torácicos creando un momento sobre la articulación de la cadera la obliga a someterse a la extensión.
- El mecanismo de doble cable une las dos articulaciones de la cadera y transmite parte del torque creado alrededor de la cadera a la extremidad contralateral de manera recíproca, iniciando la flexión.

Esto se traduce en la ejecución de la fase de swing, simultáneamente con el empuje contralateral.
Estos pasos secuenciales requieren cierta coordinación y práctica, que es fácilmente aprendida por el paciente, dando orientación adecuada e instrucción del kinesiólogo y con varias horas de práctica.
Al determinar si un paciente en particular es un candidato a la órtesis de marcha recíproca, varias cosas deben ser claramente consideradas:
- Delgado
- Nivel neurosegmental T12-L2
- Buen control de cabeza y cuello.
- No hay contractura de la extremidad inferior
- Mínimas deformidades de las extremidades inferiores.
- Buena resistencia de la extremidad superior
- Paciente y familia motivados.